# Ernesto De Curtis
Ernesto De Curtis (4 de octubre de 1875 - 31 de diciembre de 1937) fue un compositor italiano. 

## Biografía
Nacido en Nápoles, hijo de Giuseppe De Curtis y Elisabetta Minnon, era bisnieto del compositor Saverio Mercadante y hermano del poeta Giambattista De Curtis, con quien escribió en 1902 "Torna a Surriento" una de las más conocidas canciones napolitanas de las que se han grabado numerosas versiones por artistas como Enrico Caruso, Dean Martin, Elvis Presley, José Carreras, Plácido Domingo, Luciano Pavarotti, Andrea Bocelli o Meat Loaf entre otros. Estudió piano y se diplomó en el Conservatorio de San Pietro a Maiella de Nápoles.
Felleció en Nápoles en 1937.

## Obras
- "Torna a Surriento" - 1902
- "Voce 'e notte" - 1904
- "Canta pe' me" - 1909
- "Non ti scordar di me" (lyrics by Libero Bovio) - 1912
- "Sona chitarra" - 1913
- "Tu ca nun chiagne" - 1915
- "Duorme Carmé'"
- "Ti voglio tanto bene"
- "Non ti scordar di me" (lyrics by Domenico Furnò) - 1935